# Santuario di Nostra Signora delle Grazie e degli Alpini
Il santuario di Nostra Signora delle Grazie e degli Alpini è una chiesa della diocesi di Acqui situata a Caffi, frazione del comune di Cassinasco, in provincia di Asti.

## Storia
Il santuario fu ricostruito tra il 1900 e il 1902 su una chiesa preesistente su progetto dell'architetto bolognese Giuseppe Gualandi.
Dal 1967 all'intitolazione originaria di Nostra Signora delle grazie si è aggiunta quella "e degli Alpini".